# Kunstausstellung der DDR

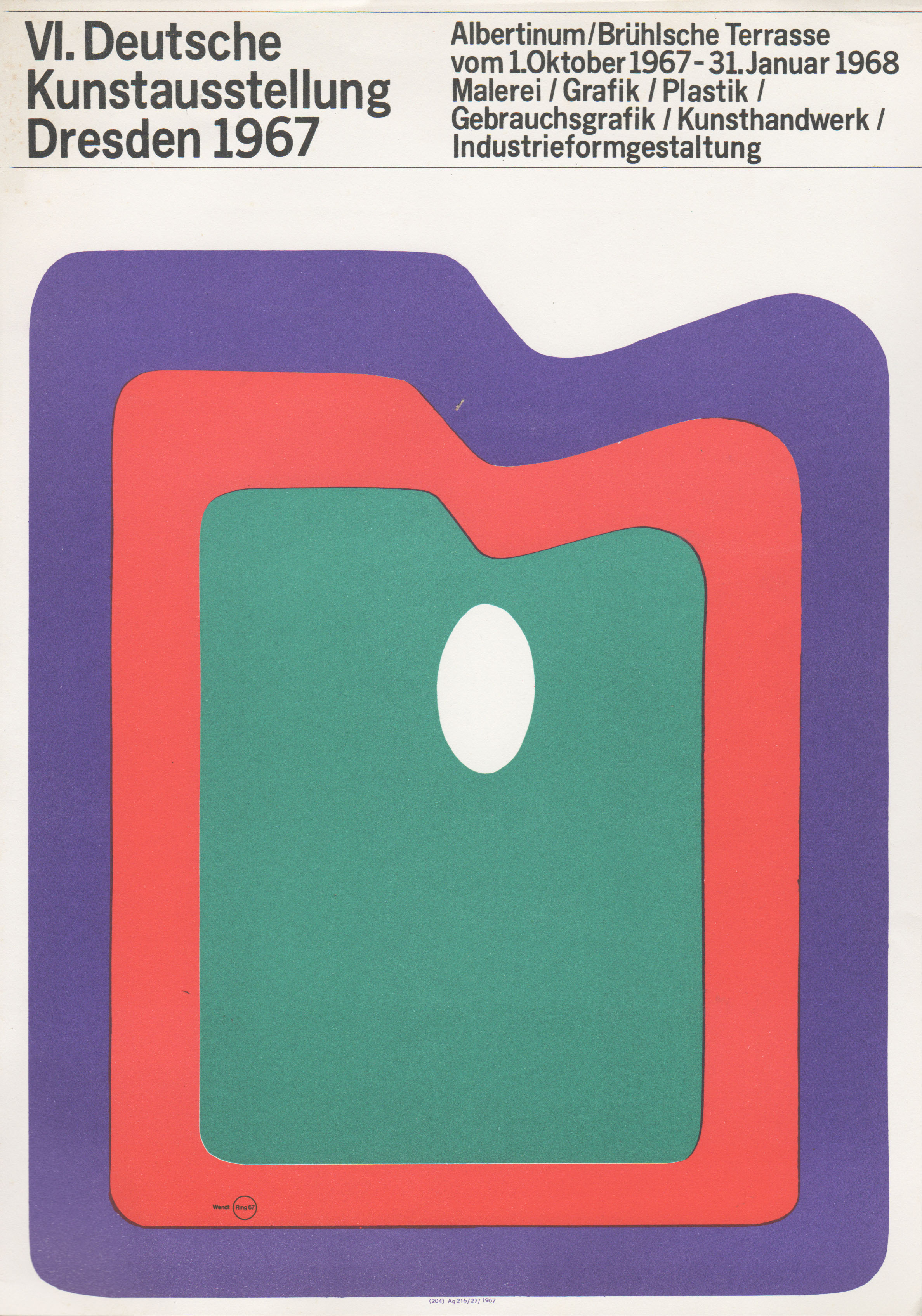
Plakat zur VI. Deutschen Kunstausstellung in Dresden (1967)

Die Kunstausstellungen der DDR fanden zwischen 1946 und 1988 in Dresden statt. Von 1946 bis 1967/1968 wurden sie Deutsche Kunstausstellung genannt.
Neben den „klassischen“ Ausstellungssparten Malerei, Grafik sowie Plastik wurden gerade während der letzten Ausstellungen auch vermehrt neuste Werke und Entwicklungen aus Mode, Formgestaltung, Gebrauchsgrafik, Fotografie und dem Kunsthandwerk gezeigt. Stetig steigende Künstler- und Besucherzahlen zeigten die zunehmende Popularität dieser Ausstellungen.
Zu den Kunstausstellungen wurde die Dauerausstellung Gemäldegalerie Neue Meister im Dresdner Albertinum vollständig geräumt.

Von Beginn an wurden Kataloge herausgegeben, in der Folge auch Briefmarken, Dia- und Postkartenserien. Die Kataloge geben heute noch einen Einblick in die Entwicklung des Kunstschaffens der DDR. Waren die ersten Ausstellungen noch vom Pathos des Wiederaufbaus geprägt, dominierten in den 1960er Jahren Bilder, die im Rahmen des Bitterfelder Weges entstanden sind. Mit der Zunahme an ausstellenden Künstlern in den Folgejahren nahm auch die Vielfalt der Kunstrichtungen zu. Dies wiederum ließ die Popularität der Kunstausstellungen nochmals steigen.
Die hohen Besucherzahlen kamen nicht zuletzt dadurch zustande, dass von den Betrieben während der Arbeitszeit Fahrten zu den Kunstausstellungen organisiert wurden und oft ganze Brigaden die Ausstellungen besuchten. Hierbei kam Kunstinteresse nicht immer an erster Stelle. Die DDR-Kunstausstellungen waren immer auch ein Politikum. Funktionäre wie Willi Sitte, Bernhard Heisig und Walter Womacka erhielten exponierte Standorte in der Ausstellung. Noch Stunden vor der Ausstellungseröffnung wurden Arbeiten auf Veranlassung von SED-Kadern umgehängt oder gar aus der Ausstellung entfernt. In einigen Fällen wurden nach dem Eröffnungsrundgang der Partei- und Staatsführung wiederum Änderungen in der Hängung vorgenommen.

## Kunstausstellungen der DDR
| Name                                         | Ort                                                                                       | Veranstalter | Datum                                 | Ausstellende Künstler | Besucher     |
| -------------------------------------------- | ----------------------------------------------------------------------------------------- | --- | ------------------------------------- | --------------------- | ------------ |
| (Erste) Allgemeine Deutsche Kunstausstellung | Dresden, Stadthalle Nordplatz                                                             | Landesverwaltung Sachsen, Kulturbund, Stadt Dresden | 25. August 1946 – 31. Oktober 1946    | 250                   | ca. 74.000   |
| 2. Deutsche Kunstausstellung                 | Dresden, Stadthalle Nordplatz                                                             | Landesregierung Sachsen, Stadt Dresden | 10. September 1949 – 30. Oktober 1949 | 322                   | ca. 50.000   |
| Dritte Deutsche Kunstausstellung             | Dresden, Albertinum                                                                       | Staatliche Kommission für Kunstangelegenheiten der DDR, Verband Bildender Künstler Deutschlands                                                                                              | 1. März 1953 – 25. Mai 1953           | 425                   | ca. 200.000  |
| Vierte Deutsche Kunstausstellung             | Dresden, Albertinum                                                                       | Verband Bildender Künstler Deutschlands | 28. September 1958 – 25. Januar 1959  | 560                   | ca. 120.000  |
| Fünfte Deutsche Kunstausstellung             | Dresden, Albertinum und Johanneum                                                         | Komitee der Fünften Deutschen Kunstausstellung Dresden | 22. September 1962 – 6. März 1963     | 611                   | ca. 200.000  |
| VI. Deutsche Kunstausstellung                | Dresden, Albertinum                                                                       | Komitee der VI. Deutschen Kunstausstellung | 1. Oktober 1967 – 4. Februar 1968     | 689                   | über 250.000 |
| VII. Kunstausstellung der DDR                | Dresden, Albertinum                                                                       | Ministerium für Kultur, Verband Bildender Künstler der DDR (VBK), FDGB, Ministerium für Bauwesen, Bund der Architekten der DDR, Deutsche Akademie der Künste, Deutsche Bauakademie zu Berlin | 5. Oktober 1972 – 25. März 1973       | 987                   | ca. 655.000  |
| VIII. Kunstausstellung der DDR               | Dresden, Albertinum und Ausstellungszentrum Fučíkplatz                                    | Ministerium für Kultur, VBK | 1. Oktober 1977 – 2. April 1978       | 1216                  | ca. 1,1 Mio. |
| IX. Kunstausstellung der DDR                 | Dresden, Albertinum, Ausstellungszentrum Fučíkplatz und Pretiosensaal im Dresdner Schloss | Ministerium für Kultur, VBK | 2. Oktober 1982 – 3. April 1983       | 1491                  | ca. 1,0 Mio. |
| X. Kunstausstellung der DDR                  | Dresden, Albertinum, Ausstellungszentrum Fučíkplatz und Galerie Rähnitzgasse              | Ministerium für Kultur, VBK | 3. Oktober 1987 – 3. April 1988       | 1823                  | ca. 1,1 Mio. |